# Gabriel von Qatar
Gabriel von Qatar (frühes 7. Jahrhundert) war ein Theologe der ostsyrischen „Kirche des Ostens“.
Gabriel bar Lipeh hinterließ in syrischer Sprache eine Erklärung des Gottesdienstes seiner Kirche (= Ostsyrischer Ritus), und zwar in jener Form, in der dieser vor der Liturgiereform des Katholikos Isho’yahb III. (Mitte 7. Jh.) gefeiert wurde. Das Werk ist bislang ausschließlich aus dem Codex Brit. Libr. Or. 3336 (13. Jh.) bekannt. In fünf „Memre“ behandelt darin Gabriel das Morgen- und Abendoffizium der Tagzeiten an Werktagen und Sonntagen sowie die Eucharistiefeier. Der Liturgiekommentar insgesamt ist bisher noch nicht veröffentlicht. Zugänglich sind Text und Übersetzung einzelner Kapitel:

## Schriften
- Sebastian P. Brock: Gabriel of Qatar’s Commentary on the Liturgy. In: Sebastian P. Brock (Hrsg.): Fire from Heaven. Studies in Syriac Theology and Liturgy. Nr. XVII. Ashgate, Aldershot 2006, ISBN 0-7546-5908-9 (englisch, Online [abgerufen am 5. November 2021] Sebastian P. Brock, Gabriel of Qatar’s Commentary on the Liturgy. In: Hugoye: Journal of Syriac Studies 6.2 (2003)).
- Alex C. J. Neroth van Vogelpoel: The Commentary of Gabriel of Qatar on the East Syriac Morning Service on Ordinary Days. Gorgias Press, Piscataway NJ 2018, ISBN 978-1-4632-3924-4.

Eine gekürzte Fassung des Kommentars wird einem Abraham von Qatar zugeschrieben.